# Lévy-Besson
Il Lévy-Besson 200 ch fu un idrovolante monoplano da ricognizione marittima sviluppato dall'azienda aeronautica francese Hydravions Georges Lévy  di Argenteuil nella seconda metà anni dieci del XX secolo e prodotto in grande serie.

## Storia del progetto
Dopo lo scoppio della prima guerra mondiale, la Marine nationale e la Royal Navy conclusero un accordo per la difesa dei porti e delle rotte marittime. In seguito a tale accordo la marina francese assunse la responsabilità di garantire la sicurezza all'accesso dei porti sul Mare del Nord, del Mediterraneo a nord della Tunisia, e in particolare di Egitto e Grecia. All'epoca dello scoppio del conflitto l'aviazione di marina disponeva di 25 aerei e 14 piloti. Non credendo che tale aviazione disponesse dei mezzi idonei al proprio compito, l'ingegnere navale Marcel Besson iniziò a progettare degli idrovolanti adatti ad essere utilizzati dalla stessa. Nel 1915 realizzò un caccia triplano monoposto con montanti a I, due ali di eguale apertura e l'ala inferiore di apertura ridotta, e propulsore Renault da 95 CV, il cui prototipo fu collaudato a Boulogne-sur-Seine nel febbraio 1915, ma la sua velocità massima risultò inferiore a quella degli FBA type B impiegati a Dunkerque e non fu riprodotto in serie.
Ad esso seguì un idrovolante triposto da pattugliamento marittimo con le due ali superiori di eguale apertura e l'ala inferiore di apertura ridotta, dotato di propulsore Renault da 150 CV. Collaudato sulla Senna, il prototipo raggiunse una velocità massima di 115 km/h, ma aveva un rapporto peso:potenza insufficiente e l'ammiragliato decise di avviare alla massiccia produzione in serie i tipi FBA Type C con motore Clerget da 130 CV e Donnet-Denhaut DD-2 con motore Hispano-Suiza da 150 CV. Alla fine del 1916 su questo prototipo fu installato un propulsore Hispano-Suiza da 180 CV e l'aereo raggiunse una velocità massima di 150 km/h con 100 kg di carico utile, attirando l'attenzione della Marine nationale. Il prototipo, dotato di un nuovo motore Hispano-Suiza da 200 hp, venne provato con successo sul fiume Senna, ad Argenteuil, e quindi trasferito al C.E.P.A. (Commission d'Etudes Pratiques d'Aéronautique) di Saint-Raphaël. All'inizio del 1917, terminate le prove, il nuovo velivolo ricevette un ordine di produzione per 15 esemplari il 25 luglio, cui ne seguì uno ulteriore di 90 velivoli il 28 novembre dello stesso anno, e uno di 250 all'inizio del 1918.
Non disponendo delle attrezzature per una così rilevante produzione presso i suoi stabilimenti di Parigi e Boulogne-sur-Seine, Besson raggiunse quindi un accordo commerciale con l'industriale Georges Lévy per produrre in serie il nuovo idrovolante presso la fabbrica Hydravions Georges Levallois et Lévy di Argenteuil con la sigla LB. Il prototipo andò in volo per la prima volta nell'ottobre 1917.

## Tecnica
Idrovolante da ricognizione e pattugliamento marittimo a scafo centrale, con galleggianti stabilizzatori montati sotto l'ala inferiore. Triplano, con ala inferiore e superiore di uguale apertura, mentre quella mediana aveva apertura alare maggiorata. Il propulsore, montato in posizione centrale, era un Hispano-Suiza 8Bc a 8 cilindri raffreddati a liquido erogante la potenza di 220 hp, ed azionante un'elica bipala lignea. L'equipaggio era composto da due persone, pilota e mitragliere/osservatore, posizionati in abitacoli aperti. L'armamento comprendeva una singola mitragliatrice Lewis calibro 7,7 mm, che poteva essere installata in una supporto girevole a prua, mentre il carico di bombe raggiungeva circa 100 kg (due torpedini marine di tipo F da 52 kg).

## Impiego operativo
La produzione in serie del nuovo idrovolante risultò più complicata e più lunga del previsto, e i primi esemplari arrivarono ai Centres d'Aviation Maritime (CAM) a partire dal marzo 1918. Essi vennero consegnati ai CAM di Bayonne, Boulogne-sur-Mer, Sète, Cherbourg, La Penzé (Saint-Pol-de-Léon, Finistère), Le Havre, Saint-Raphaël, Tolone e Tréguier. I piloti che li portarono in volo si lamentarono subito della sua pericolosità, in quanto lo trovavano molto instabile, cosa che costò la vita a molti piloti. All'atto della firma dell'armistizio di Compiègne la produzione aveva raggiunto i 207 esemplari, ma solo una piccola quantità di essi, circa una ventina, fu effettivamente completata e portata in volo. Molti esemplari non furono neanche montati e rimasero nei loro cassoni di imballaggio finendo in fondo agli hangar, e poi vennero avviati alla demolizione. Almeno un esemplare fu collaudato dal Royal Naval Air Service in Gran Bretagna.

## Utilizzatori
Francia
- Aéronavale

 Regno Unito
- Royal Naval Air Service

### Annotazioni
1. ↑  Secondo alcune fonti sembra che solo quest'ultimo centro, che disponeva di 8 esemplari, abbia effettivamente utilizzato operativamente l'idrovolante.

### Fonti
1. 1 2  Aviafrance.
2. 1 2 3 4 5 6 7 8 9 10 11  Hydroretro.
3. 1 2  Jnpassieux.
4. 1 2  Mancini 1936, p. 396.
5. 1 2 3 4  Airwar.